# Cellulose diéthylaminoéthyle

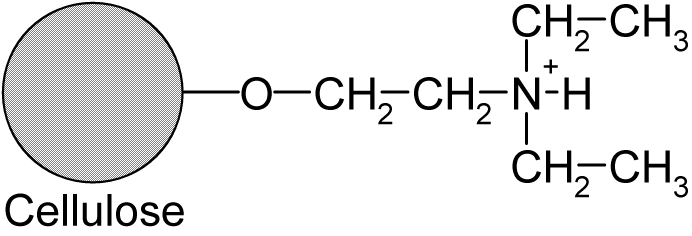
Structure de la cellulose DEAE

La cellulose diéthylaminoéthyle (DEAE-C) est une résine chargée positivement utilisée en chromatographie échangeuse d'anions (voir Chromatographie en phase liquide) permettant la rétention (à pH basique) et la séparation spécifique de molécules chargées négativement. La force de rétention qui régit l'association entre les molécules chargées et la matrice dépend de la force ionique et du pH de la solution d'élution. Elle peut être modulée en agissant sur ces deux composantes, ce qui conduit à la séparation.
La cellulose DEAE est très largement utilisée pour la purification des protéines en solution. Les protéines retenues sur la colonne peuvent être libérées progressivement :
- en augmentant la concentration saline d'un ion compétiteur de force comparable ;
- en utilisant un ion compétiteur de même concentration mais de force plus élevée ;
- en élevant le pH, ce qui modifie la charge de la protéine retenue.

La récupération des protéines éluées de la colonne est réalisée au moyen d'un collecteur de fractions. Un test d'activité spécifique de la protéine permet de sélectionner les fractions les plus riches en protéine désirée, ce qui permet la purification de celle-ci.